# Модан (приток Пукстери)
Модан — река в России, протекает в Богородском и Дальнеконстантиновском районах Нижегородской области. Устье реки находится в 9,6 км по правому берегу реки Пукстери. Длина реки — 14 км.
Исток реки находится южнее деревни Лом в 30 км к юго-востоку от города Богородск. Река течёт на северо-восток, протекает деревни Лом и Инютино. В деревне Инютино на реке запруда, известная как Инютинское озеро. Впадает в Пукстерь у деревни Зубаниха.

## Данные водного реестра
По данным государственного водного реестра России относится к Верхневолжскому бассейновому округу, водохозяйственный участок реки — Волга от устья реки Ока до Чебоксарского гидроузла (Чебоксарское водохранилище), без рек Сура и Ветлуга, речной подбассейн реки — Волга от впадения Оки до Куйбышевского водохранилища (без бассейна Суры). Речной бассейн реки — (Верхняя) Волга до Куйбышевского водохранилища (без бассейна Оки).
По данным геоинформационной системы водохозяйственного районирования территории РФ, подготовленной Федеральным агентством водных ресурсов:
- Код водного объекта в государственном водном реестре — 08010400312110000034370
- Код по гидрологической изученности (ГИ) — 110003437
- Код бассейна — 08.01.04.003
- Номер тома по ГИ — 10
- Выпуск по ГИ — 0